# Albert-Ernest Donny
Albert-Ernest Donny (Brussel, 1 maart 1841 - Elsene, 15 juni 1923) was een Belgisch luitenant-generaal en promotor van de Vrijstaat Congo.

## Biografie
Albert-Ernest Donny, afstammeling van een Brugse familie met Schotse ascendenten, begon in 1857 aan een militaire carrière door studies aan te vatten aan de militaire school. In 1860 beëindigde hij de opleiding als primus van zijn promotie en met de graad van luitenant. Hij bevorderde in de elkaar opvolgende graden, tot hij de graad van luitenant-generaal bereikte in 1901. Gedurende zijn loopbaan behoorde hij tot het commando van verschillende artillerieregimenten.
In 1901 werd hij voorzitter van de studiecommissie gewijd aan de versterkingswerken rond Antwerpen. Tegen het einde van hetzelfde jaar werd hij benoemd tot inspecteur-generaal van de artillerie.
In 1912 werd Donny in de erfelijke adel opgenomen met de titel baron overdaagbaar bij eerstgeboorte.

## Verbonden met het koningshuis
Gedurende het grootste deel van zijn carrière was Donny verbonden met het koningshuis:
- 1866, ordonnansofficier van Leopold II,
- 1866, verbonden aan het huis van prins Leopold, hertog van Brabant, graaf van Henegouwen (1859-1869),
- 1888, vleugeladjudant van prins Boudewijn (1869-1891),
- 1891-1897, vleugeladjudant van prins Filips, graaf van Vlaanderen (1837-1905),
- 1897-1908, vleugeladjudant van Leopold II,
- 1909, erevleugeladjudant van Albert I.

## Vrijstaat Congo
Donny was een nauwe medewerker van koning Leopold II en steunde hem in zijn betrachtingen voor het verkrijgen van een Belgische kolonie in Afrika. Door zijn studies, zijn adviezen en zijn methodische activiteiten droeg hij op aanzienlijke wijze bij tot de realisatie van het door de koning vooropgezette project dat uitmondde op de stichting van Congo-Vrijstaat. 
In 1894 was hij medestichter van de Société d'études coloniales en vertegenwoordigde er de koning en zijn ideeën, die hij zich inspande te doen ingang vinden, zowel bij de Belgische bevolking als op internationaal vlak. Donny werd tot vicevoorzitter verkozen en werkte onverpoosd aan de Société mee en dit tot aan zijn dood. Toen in 1912 de voorzitter, oud-premier Auguste Beernaert, overleed, werd hij unaniem tot zijn opvolger verkozen.
De meest dringende taak bestond er in een Koloniale School op te richten, met als doel de kaders te vormen waar de Vrijstaat dringende behoefte aan had. Donny nam er de directie van op zich. Een ander initiatief waarvan hij de leiding nam, was de uitwerking van een Manuel du voyageur et du résident au Congo. Hij zorgde ook voor de regelmatige publicatie van het Bulletin de la Société d'études coloniales. Nadat hij met pensioen was vertrouwde hij er een aantal opgemerkte artikels aan toe. 
Daarnaast leverde hij een belangrijk aandeel in allerhande initiatieven voor de ontwikkeling van de kolonie:
- In 1899 stichtte hij het bacteriologisch laboratorium van Leopoldstad, waarvan hij voorzitter bleef tot aan de overdracht aan de Belgische Staat in 1910.
- Hij was lid van de stuurgroep van het congres dat werd gehouden met als onderwerp de verbetering van het koloniaal materiaal.
- Hij was vicevoorzitter van het werk van sociale bijstand in Congo.
- Hij was voorzitter van de Maatschappij voor de studie van de visserij in Congo.

## Genealogie
Donny was een zoon van luitenant-generaal Auguste-Ferdinand Donny en Mathilde Mulle. Zijn vader was eveneens vleugeladjudant van koning Leopold II. Hij trouwde in 1867 in Antwerpen met Juliette (Julia) Elsen (1844-1874), zus van kunstschilder Alfred Elsen. Ze kregen een zoon en twee dochters.
- Léopold Donny (1868-1935), directeur bij het ministerie van Buitenlandse Zaken en vicevoorzitter van de Belgische vennootschap voor koloniale studies, trouwde in 1892 in Brussel met Marguerite Barbanson (1870-1957), dochter van Léon Barbanson, industrieel en vicegouverneur van de Société générale de Belgique. Ze kregen drie zoons en een dochter.
  - Winifred Donny (1893-1941), trouwde in 1920 in Brussel met ridder Maximilien de Neve de Roden (1878-1952), zoon van ridder Emile de Neve de Roden, burgemeester van Waasmunster en senator. Ze kregen drie zoons en twee dochters, met afstammelingen tot heden.
  - Baron Jacques Donny (1894-1944), trouwde in 1925 in Geraardsbergen met Ghislaine Rens (1904-1996). Ze kregen twee dochters Hij was oorlogsvrijwilliger tijdens de Eerste Wereldoorlog en lid van de verzetsgroep Comète tijdens de Tweede Wereldoorlog. Hij werd gearresteerd en op 29 februari 1944 in Stuttgart terechtgesteld. Ze kregen twee dochters, met afstammelingen tot heden.
  - Robert Donny (1895-1914), sneuvelde als oorlogsvrijwilliger in Landegem op 13 oktober 1914.
  - Baron Albert Donny (1900-1977), cavaleriekolonel en lid van het Verzet, trouwde in 1925 in Sint-Gillis met Godelieve Maskens (1905-2008), dochter van Paul Maskens, eigenaar van de Villa Paul Maskens in De Panne, waar tijdens de Eerste Wereldoorlog de koninlijke familie verbleef. Ze kregen twee dochters, met afstammelingen tot heden. Het huwelijk werd in 1931 ontbonden. Hij hertrouwde in Elsene met Louise de Wouters d'Oplinter (1907-1984), dochter van Emmanuel de Wouters d'Oplinter, raadsheer bij het Chinese ministerie van Buitenlandse Zaken en vicevoorzitter van de Banque belge pour l'Étranger. Ze kregen een dochter, met afstammelingen tot heden. Bij zijn dood doofde de mannelijke afstamming van Albert Donny uit.
- Marie Donny (1870-1936), trouwde in 1890 in Brussel met Edouard van Nuffel d'Heynsbroeck (1874-1925), advocaat. Ze kregen een zoon en drie dochters, met afstammelingen tot heden.
- Adrienne Donny (1874-1947), trouwde in 1895 in Brussel met baron Marcel Janssens (1871-1955), auditeur-generaal bij het Militair Gerechtshof, zoon van Raymond Janssens, procureur-generaal bij het Hof van Cassatie. Ze kregen drie zoons en drie dochters, met afstammelingen tot heden, waaronder Robert Rolin-Jacquemyns en ridder Jean de Codt.

## Publicaties (selectie)
- Manuel du Voyageur et du Résident au Congo (dir.), Brussel, 1900.
- Artikels in het Bulletin de la Société d'études coloniales:
  - Les aléas de l'annexion du Congo par la Belgiqued, 1908.
  - Le régime des concessions au Congo, 1908.
  - Le Katanga, 1910.
  - La femme blanche au Congo, 1910.
  - La remise à l'État belge du Laboratoire de bactériologie de Léopoldville, 1910.
  - Vers la suppression complète de l'esclavage au Congo belge, 1911.
  - Après l'alerte, 1911.
  - Les relations du Congo belge avec la mère patrie, 1912.
  - Examen du budget du Congo pour 1914, 1914.
  - Qu'est-ce que que l'Afrique centrale?, 1914.
  - Le devoir colonial des Belges, 1914.

## Eerbetoon
- In 1912 werd Donny opgenomen in de Belgische erfelijke adel met de bij eerstgeboorte overdraagbare titel baron. Hij nam als wapenspreuk Pro fide, pro rege.
- Hij ontving talrijke eretekens, onder meer
  - grootlint in de Orde van Leopold II,
  - grootofficier in de Leopoldsorde.
- Na de Eerste Wereldoorlog ontving hij het Burgerlijk Kruis 1ste klas en de inschrijving op de dagorde van de Natie met de vermelding In de onmogelijkheid verkerende om zelf met de wapens zijn land te verdedigen, heeft hij met al zijn krachten meegewerkt aan de overwinning door onophoudelijk en met gevaar voor eigen leven, belangrijke informatie te bezorgen aan de frontleiding.